# L'Apparition (Moreau, 1876)
Pour les articles homonymes, voir L'Apparition.
L'Apparition est un tableau de l'artiste français Gustave Moreau, peint entre 1874 et 1876, qui montre le personnage biblique de Salomé dansant devant Hérode Antipas avec une vision de la tête flottante de Jean-Baptiste. Il s'agit d'une aquarelle de 106 cm de haut et 72,2 cm de large détenue par le Musée d'Orsay qui dépeint l'épisode des évangiles Mt 14,6-11 et Mc 6,21-29. Lors d'une fête à l'occasion de l'anniversaire d'Hérode Antipas, la princesse Salomé danse devant le roi et son invité, lui faisant tellement plaisir qu'il lui promet tout ce qu'elle souhaite. Incitée par sa mère Hérodias, qui a été réprimandée par Jean-Baptiste emprisonné pour son mariage illégitime avec Hérode, Salomé demande la tête de Jean-Baptiste sur un plat. Avec regrets, mais obligé de tenir sa parole devant ses pairs, Hérode satisfait la demande de Salomé. Jean-Baptiste est décapité, la tête apportée sur un plat et donnée à Salomé, qui le donne à sa mère.
Moreau a abordé le thème biblique dans 19 peintures, 6 aquarelles et plus de 150 dessins. Faisant partie d'une série d'au moins 8 peintures très proches et de plus de 40 croquis, L'Apparition est considérée comme une œuvre clé de Gustave Moreau, du symbolisme et de l'art fin de siècle en général. Lors de sa première présentation en 1876 au Salon, le tableau fait sensation, provoquant une impression durable sur divers artistes, notamment du mouvement Décadent.

## Description
Dans le contexte d'un palais richement décoré inspiré de l'Alhambra Salomé se distingue par son voile bigarré de pierreries, son corps face au spectateur, son bras gauche vers le haut. Dans l'air flotte la tête sanguinolente de Jean-Baptiste entourée d'un nimbe étincelant. Au fond, dans la pénombre, se tient le bourreau avec son épée et à ses pieds le plateau d'argent. Assis en position ascendante du côté de Salomé se trouvent un luthiste, Hérodias et Hérode Antipas, sur son trône. Ils font face aux événements de premier plan apparemment éclairés par le nimbe de Jean-Baptiste dont l'éclat se reflète sur le voile de Salomé. La tête coupée rappelle une estampe japonaise copiée par Moreau au Palais de l'Industrie en 1869 ainsi que la tête coupée de Méduse détenue par le Persée de Benvenuto Cellini. Personne, y compris Salomé, ne réagit directement à la vision centrale de la composition, ce qui rend difficile de savoir si la tête est réelle, imaginée par la princesse ou s'il s'agit d'une hallucination collective. Cette technique délibérément déroutante a été attribuée à une consommation présumée d'opium bien que cette allégation n'ait jamais été établie. Son cadre surréaliste et son air mystique, évoqués par l'opulence architecturale et textile, contrastent avec les interprétations précédentes du sujet, faisant de L'Apparition une œuvre clé pour le mouvement symboliste émergent.
Le marchand d'art belge Léon Gauchez a acheté L'Apparition en 1876 lors de sa première présentation au Salon où il a été exposé avec plusieurs autres œuvres de Moreau. L'année suivante, Gauchez l'envoya exposer à la Grosvenor Gallery de Londres, où il était accroché non pas avec les aquarelles dans une pièce séparée mais dans la principale East Gallery avec les peintures à l'huile. Actuellement, il est situé au Musée d'Orsay.

### Style
L'Apparition se démarque des peintures bibliques et historiques de l'époque, incorporant des éléments de style qui deviennent significatifs pour le mouvement esthétique et symboliste, tout en anticipant le surréalisme. Alors que la Bible mentionne Salomé comme jouant la volonté d'Hérodias, Moreau la représente guidée par son propre désir. Parmi sa série de peintures de Salomé, L'Apparition constitue le point le plus culminant dans l'érotisme avec une princesse aux seins nus tournée vers le spectateur, son bras nu dirigé vers l'objet qu'elle recevra bientôt. En accentuant son immobilité, Moreau l'immobilise pour qu'elle soit vue alternativement comme idole ou objet sexuel ou les deux. Certains critiques ont également attribué sa posture sculpturale à la peur, comme l'écrivain français Joris-Karl Huysmans qui médite sur la peinture dans son roman décadent influent À rebours.
Moreau lui-même décrit Salomé comme « une femme ennuyée et fantastique, animale par nature et tellement dégoûtée de la satisfaction complète de ses désirs [qu'elle] se donne le triste plaisir de voir son ennemi dégradé ». Sa présentation sensuelle de Salomé et son interprétation innovante des thèmes historiques et mythologiques traditionnels ont fait que son art était considéré comme excentrique et provocateur. Valorisant l'instinct plus que la raison, la subjectivité plus que l'objectivité et la suggestion plus que la définition, l'aquarelle présente les qualités essentielles du symbolisme inventé tel qu'il est défini par Jean Moréas. De plus, la morbidité de la scène et les thèmes sous-jacents de la nécrophilie, de l'inceste et du sadisme l'associent au mouvement décadent et à l'art Fin de siècle. Les détails excessifs donnés aux costumes et éléments architecturaux témoignent d'un goût pour l'exotisme et l'orientalisme. Avec la vision mystérieuse du titre, ils évoquent tous deux l'art fantastique et indiquent son évolution vers le fauvisme et la peinture abstraite.
Plutôt que d'être uniquement un personnage de la peinture académique auquel Moreau est resté lié malgré ses tendances avant-gardistes, sa Salomé incarne la femme fatale à la fois séduisante et destructrice,. Défiant les conventions de la peinture historique et biblique, L'Apparition est devenue une source d'inspiration pour le Surréalisme comme d'autres œuvres de Moreau.

## Inspiration
Les événements dont Moreau tire sa scène sont d'abord décrits dans deux passages parallèles du Nouveau Testament.

« La fille d'Hérodias entra dans la salle; elle dansa, et plut à Hérode et à ses convives. Le roi dit à la jeune fille: Demande-moi ce que tu voudras, et je te le donnerai. Il ajouta avec serment: Ce que tu me demanderas, je te le donnerai, fût-ce la moitié de mon royaume. Étant sortie, elle dit à sa mère: Que demanderais-je? Et sa mère répondit: La tête de Jean Baptiste. Elle s'empressa de rentrer aussitôt vers le roi, et lui fit cette demande: Je veux que tu me donnes à l'instant, sur un plat, la tête de Jean Baptiste. Le roi fut attristé; mais, à cause de ses serments et des convives, il ne voulut pas lui faire un refus. Il envoya sur-le-champ un garde, avec ordre d'apporter la tête de Jean Baptiste. Le garde alla décapiter Jean dans la prison, et apporta la tête sur un plat. Il la donna à la jeune fille, et la jeune fille la donna à sa mère. »

— Marc 6 : 21-29, LSG
Une version plus courte apparaît dans l'Évangile de saint Matthieu :

« Mais le jour de l'anniversaire d'Hérode, la fille d'Hérodias a dansé devant eux : et a fait plaisir à Hérode. Sur quoi il promit avec serment de lui donner tout ce qu'elle lui demanderait. Mais elle étant instruite auparavant par sa mère, a dit : Donnez-moi ici dans un plat la tête de Jean-Baptiste. Et le roi fut frappé de tristesse : cependant, à cause de son serment, et pour ceux qui étaient assis avec lui à table, il ordonna qu'il soit donné. Et il envoya et décapita Jean dans la prison. Et sa tête a été apportée dans un plat : et il a été donné à la jeune fille, et elle l'a apporté à sa mère. »

— Matthieu 14 : 6-11, DR
La danseuse sans nom identifiée comme Salomé par les savants a inspiré de nombreux artistes avant Moreau, parmi lesquels Masolino da Panicale, Filippo Lippi, Lucas Cranach l'Ancien, Titien, Le Caravage, Guido Reni, Fabritius, Henri Regnault et Georges Rochegrosse. Bien que les sujets académiques classiques de la religion et de l'histoire aient été remplacés par des scènes de tous les jours au XIXe siècle, Salomé est restée une figure d'intérêt artistique apparaissant dans le poème épique de Heinrich Heine, Le Décollation de Jean le Baptiste par Pierre Puvis de Chavannes, une peinture à l'huile homonyme de Jean-Baptiste Regnault et un poème de 1870 d'Arthur O'Shaughnessy La Fille d'Hérodias. Dans son poème Salomé de 1875, Henri Cazalis rend hommage aux peintures antérieures de Moreau sur Salomé, méditant sur les sentiments de Salomé avant et après l'exécution. Pourtant, c'est L'Apparition de Moreau et sa pièce sœur, une version à l'huile également appelée L'Apparition (1875) qui ont déclenché un engouement pour Salomé jusqu'au XXe siècle, imprégnant toutes les formes d'art.

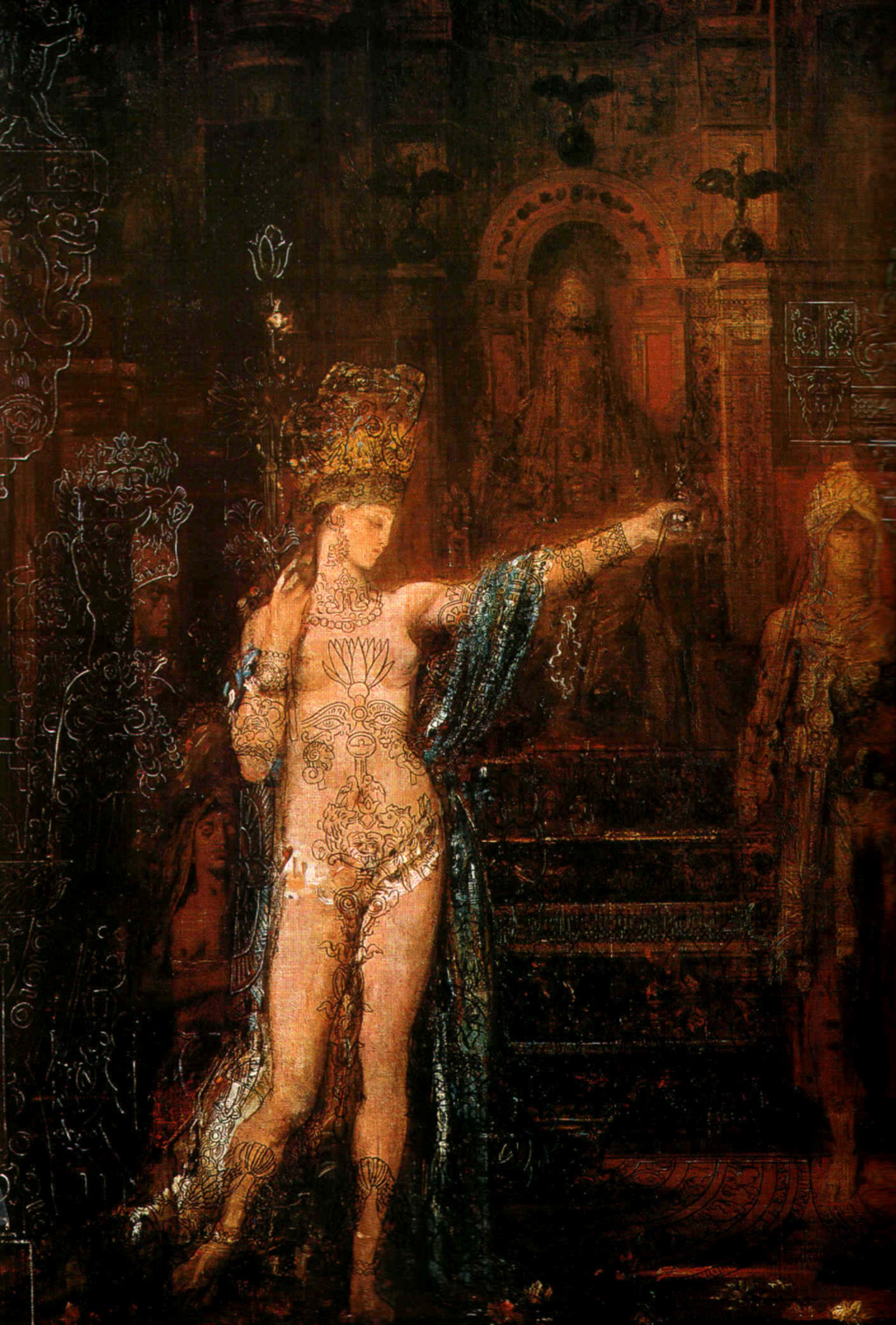
Salomé dansant devant Hérode (1876).
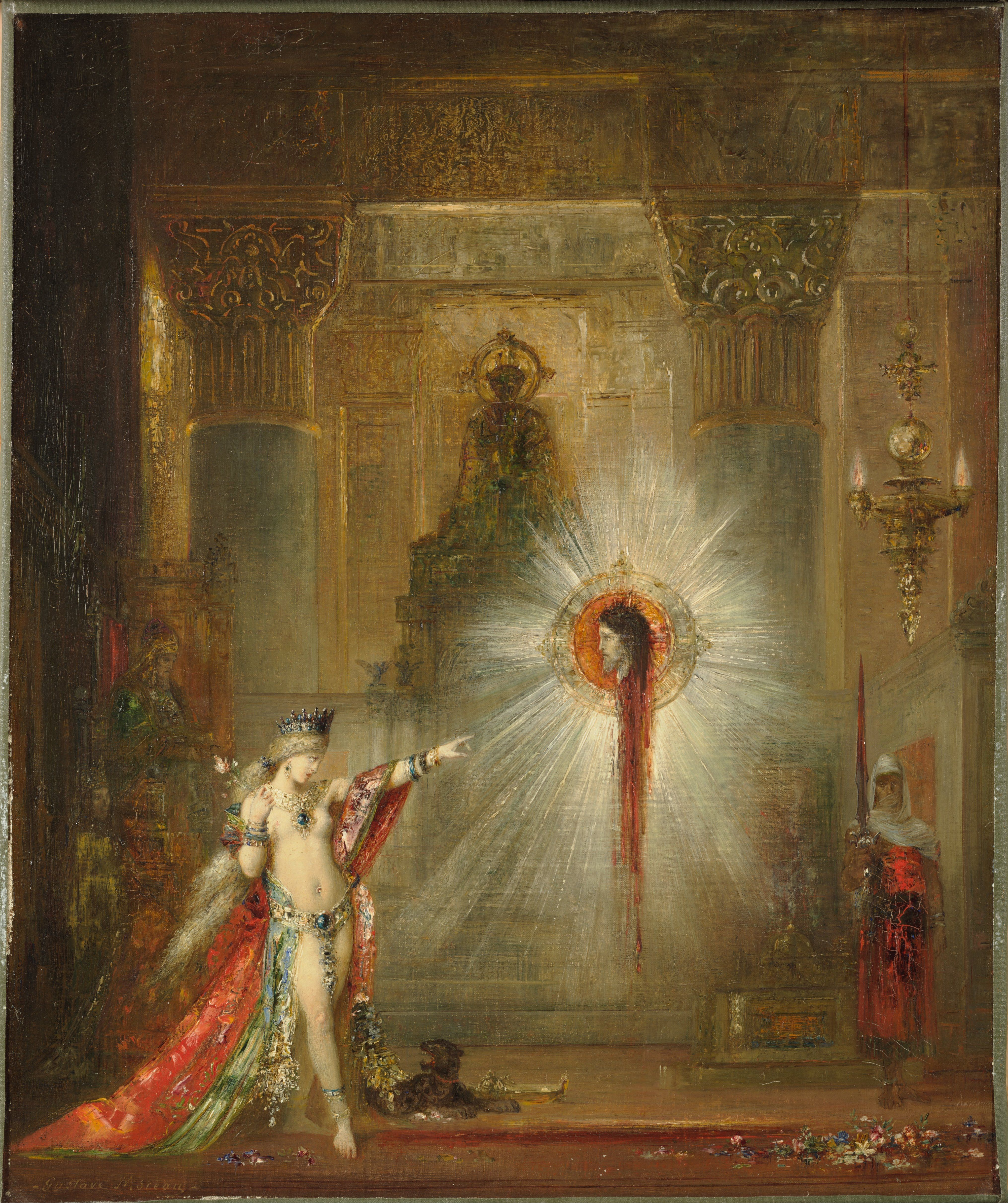
L'Apparition, huile sur toile (1876/1877).
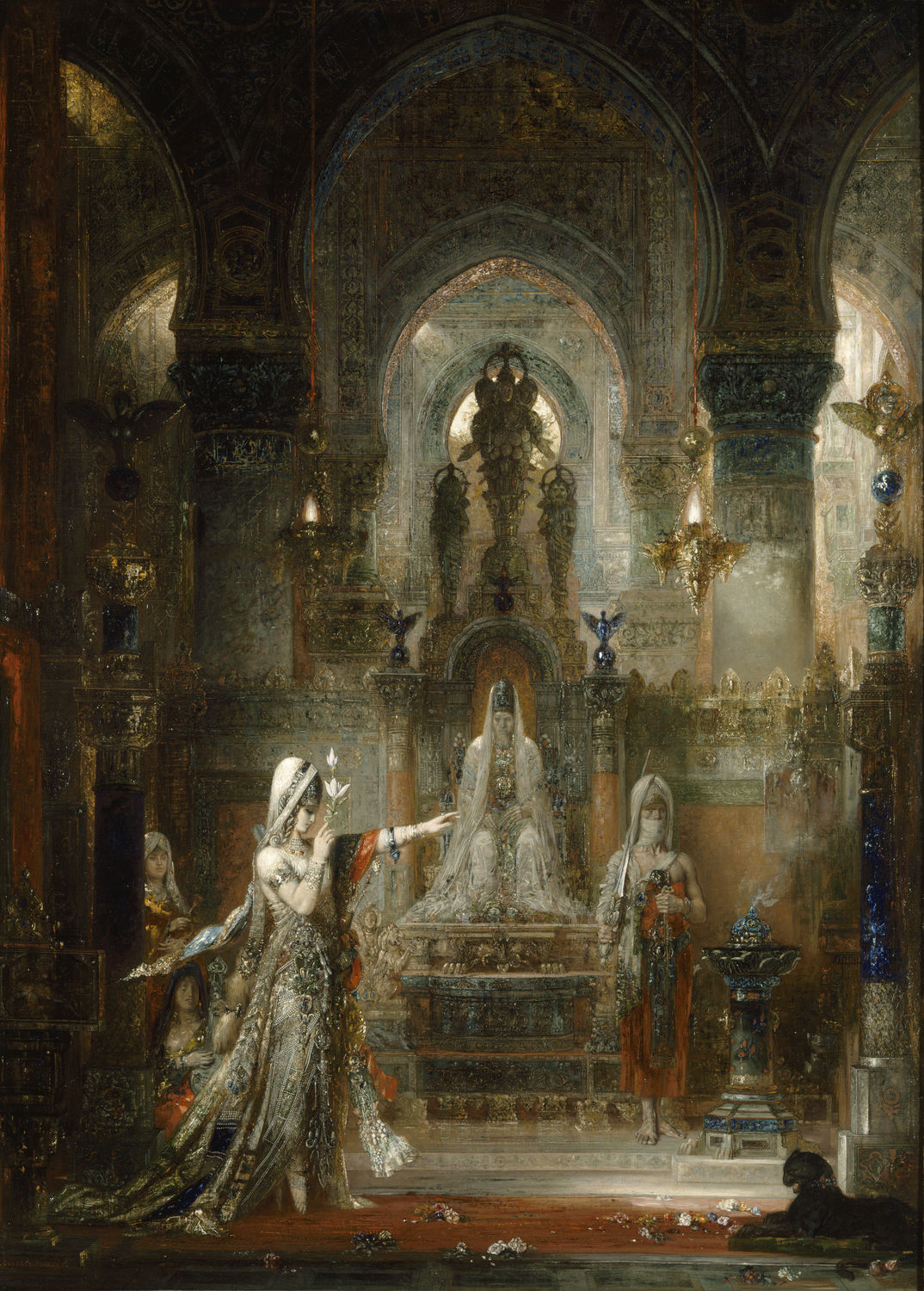
Salomé dansant devant Hérode, huile sur toile (1876).

## Postérité
L'Apparition est rapidement devenue l'œuvre la plus connue de Moreau, sa notoriété grandissant avec l'attention critique et artistique qu'elle a reçue. De nombreux artistes se sont inspirés de la Salomé de Moreau.
Comme André Fontainas l'a noté en 1928 dans Mes souvenirs du symbolisme, de nombreux artistes y ont répondu depuis. Les œuvres importantes influencées par cette œuvre comprennent :
- Jules Massenet, Hérodiade (1877) ;
- Odilon Redon, Salomé avec la tête de Jean-Baptiste et Apparition ;
- Gustave Flaubert, Hérodias (dans ses Trois Contes) ;
- Oscar Wilde, Salomé (1893) pièce de théâtre écrite après avoir été impressionné par L'Apparition en 1884 au Louvre[19] ;
- Richard Strauss, Salomé (basé sur la pièce de Wilde) ;
- Antoine Mariotte, Salomé, (basé sur la pièce de Wilde) ;
- Nick Cave, Salomé.

Lorsque la renommée de son créateur s'estompa, L'Apparition garda sa place de premier plan dans l'imagination artistique, l'œuvre étant cruciale pour la redécouverte de l'art de Moreau à la fin du XXe siècle,.
Joris-Karl Huysmans décrit ainsi Salomé dans son roman À rebours (1903):

« Elle est presque nue ; dans l’ardeur de la danse, les voiles se sont défaits, les brocarts ont croulé ; elle n’est plus vêtue que de matières orfévries et de minéraux lucides ; un gorgerin lui serre de même qu’un corselet la taille, et, ainsi qu’une agrafe superbe, un merveilleux joyau darde des éclairs dans la rainure de ses deux seins ; plus bas, aux hanches, une ceinture l’entoure, cache le haut de ses cuisses que bat une gigantesque pendeloque où coule une rivière d’escarboucles et d’émeraudes ; enfin, sur le corps resté nu, entre le gorgerin et la ceinture, le ventre bombe, creusé d’un nombril dont le trou semble un cachet gravé d’onyx, aux tons laiteux, aux teintes de rose d’ongle. »